# Poznańtoespraken

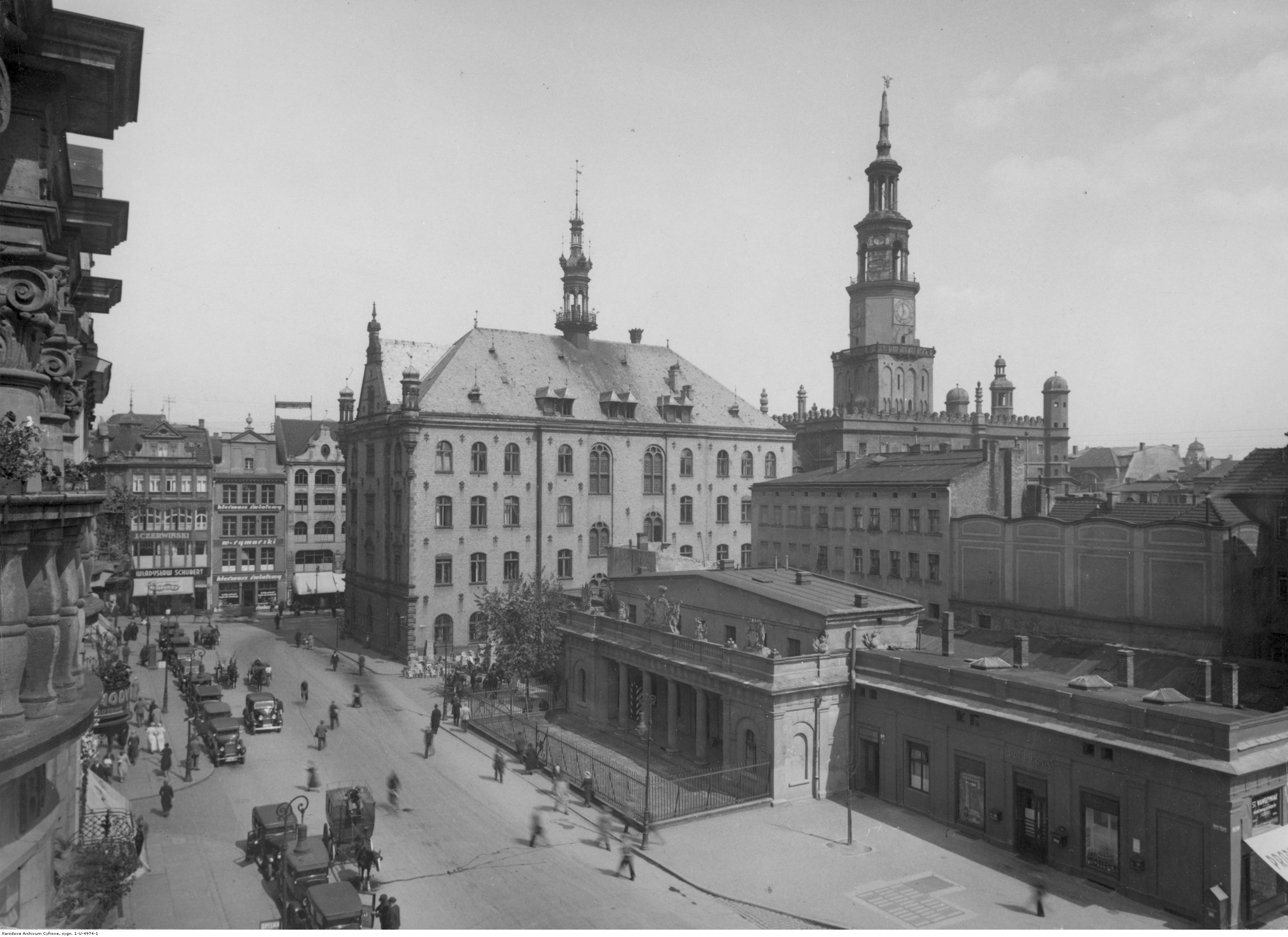
Het voormalige stadhuis van Poznań, waar de tweede toespraak plaatsvond

De Poznańtoespraken (Duits: Posener Reden) waren twee geheime redevoeringen van Reichsführer-SS Heinrich Himmler over de Tweede Wereldoorlog in Europa op 4 en 6 oktober 1943 in respectievelijk Hotel Ostland en het stadhuis van Poznań, in het door nazi-Duitsland bezette Polen.
De verslagen van deze toespraken zijn de eerst bekende documenten waarin een hooggeplaatst Duits lid van de nazi-regering sprak over de systematische vernietiging van de joden. Van de eerste toespraak is ook een geluidsopname bewaard gebleven. De verslagen tonen aan dat de Duitse regering de Holocaust planmatig uitvoerde.

Ich meine jetzt die Judenevakuierung, die Ausrottung des jüdischen Volkes. Es gehört zu den Dingen, die man leicht ausspricht. – ‚Das jüdische Volk wird ausgerottet’, sagt ein jeder Parteigenosse‚ 'ganz klar, steht in unserem Programm, Ausschaltung der Juden, Ausrottung, machen wir.’ […] Von allen, die so reden, hat keiner zugesehen, keiner hat es durchgestanden. 
Von Euch werden die meisten wissen, was es heißt, wenn 100 Leichen beisammen liegen, wenn 500 daliegen oder wenn 1000 daliegen. Dies durchgehalten zu haben, und dabei – abgesehen von menschlichen Ausnahmeschwächen – anständig geblieben zu sein, das hat uns hart gemacht und ist ein niemals geschriebenes und niemals zu schreibendes Ruhmesblatt unserer Geschichte. 
Denn wir wissen, wie schwer wir uns täten, wenn wir heute noch in jeder Stadt – bei den Bombenangriffen, bei den Lasten und bei den Entbehrungen des Krieges – noch die Juden als Geheimsaboteure, Agitatoren und Hetzer hätten. Wir würden wahrscheinlich jetzt in das Stadium des Jahres 1916/17 gekommen sein, wenn die Juden noch im deutschen Volkskörper säßen.
— Heinrich Himmler, 4 oktober 1943

## Uitgeschreven tekst
Deel van de tekst over de ombrenging van Joden